# Idiodes andrivola
Idiodes andrivola är en fjärilsart som beskrevs av Pierre E.L. Viette 1968. Idiodes andrivola ingår i släktet Idiodes och familjen mätare. Inga underarter finns listade i Catalogue of Life.